# I Need Love (LL Cool J)
I Need Love è un brano musicale del rapper LL Cool J, estratto come secondo singolo dal suo secondo album di inediti, Bigger and Deffer. Pubblicato nel luglio del 1987, il brano è considerato la prima ballad rap della storia, ma non la prima canzone rap che trattasse temi amorosi, primato attribuito a The Lover In You scritta nel 1983 dal gruppo The Sugarhill Gang.
Raggiunse la posizione n°1 della classifica Hot R&B/Hip-Hop Songs e la n°14 della Billboard Hot 100. Divenne una delle prime opere rap a ottenere popolarità anche tra il pubblico generalista nel Regno Unito arrivando alla posizione n°8 della Official Singles Chart.
Il singolo vinse un premio Soul Train Music Award nel 1987 come miglior canzone rap. È classificato al 13º posto tra le migliori canzoni rap di tutti i tempi secondo About.com e al numero 60 secondo VH1. La drum machine utilizzata è una Roland TR-808  e la tastiera è una Yamaha DX7.

## Classifiche
| Chart (1987)                   | Peak position |
| ------------------------------ | ------------- |
| US Billboard Hot 100           | 14            |
| US Billboard Hot Black Singles | 1             |
| Austrian Singles Chart         | 13            |
| Dutch Top 40                   | 3             |
| German Singles Chart           | 6             |
| Swiss Singles Chart            | 6             |
| UK Singles Chart               | 8             |